# 二道区
二道区（にどう-く）は中華人民共和国吉林省長春市東部に位置する市轄区。

## 行政区画
8街道、3鎮、1郷を管轄：
- 街道弁事処：東盛街道、吉林街道、栄光街道、東站街道、遠達街道、八里堡街道、長青街道、東恵街道
- 鎮：英俊鎮、勧農山鎮、泉眼鎮
- 郷：四家郷

## 交通

### 航空
- 長春龍嘉国際空港

### 鉄道
- 中国鉄路総公司
  - 長琿都市間鉄道
    - 龍嘉駅

  - 長図線
    - 卡倫駅
- 長春軌道交通
  - ■2号線

（解放大路方面）- 吉林大路駅 - 東盛大街駅 - 東環城路駅 - 長青駅 - 東方広場駅
  - ■4号線

（長春駅方面）- 吉林大路駅 - 公平路駅 - 海口路駅 -（天工路駅方面）

### 道路
- 高速道路
  - 京哈高速道路
  - 琿烏高速道路
  - 長春環状高速道路
- 国道
  - G102国道
  - G302国道